# 649 Josefa

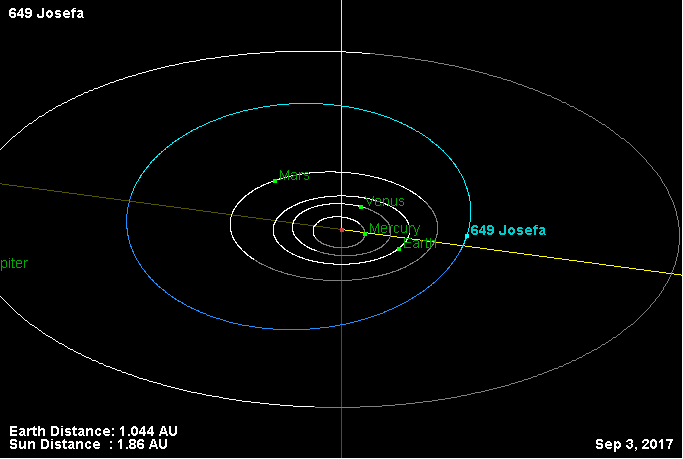

649 Josefa è un asteroide della fascia principale. Scoperto nel 1907, presenta un'orbita caratterizzata da un semiasse maggiore pari a 2,5465089 UA e da un'eccentricità di 0,2772675, inclinata di 12,68698° rispetto all'eclittica.
L'origine del suo nome è sconosciuta.